# Gloster 69
Pour les articles homonymes, voir Gloster.

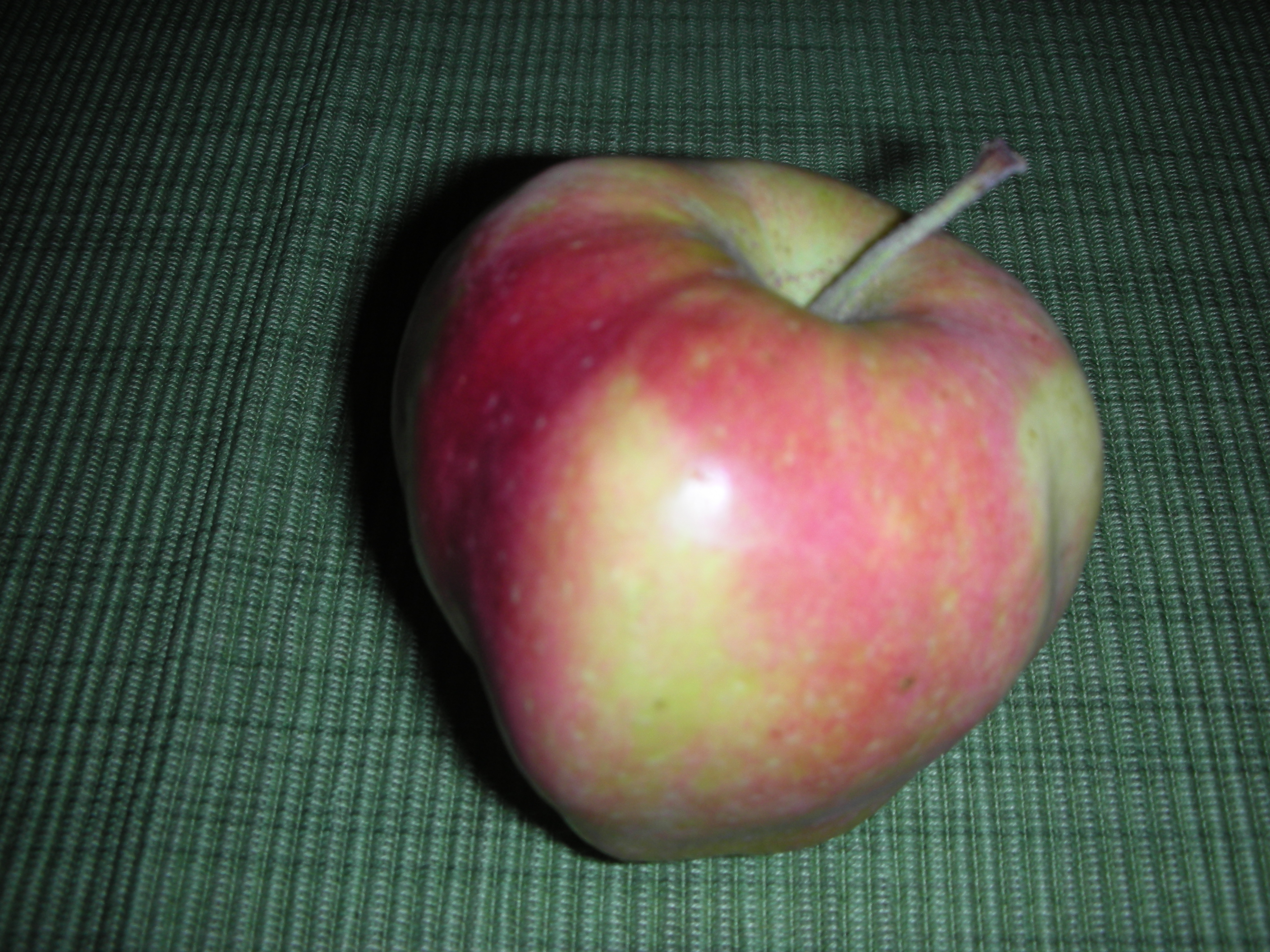
Gloster

Gloster 69 est le nom d'un cultivar de pommier domestique.

## Description
Rustique, la pomme Gloster est de couleur verte virant au rouge du côté ensoleillé.

Sa chair fine est juteuse, légèrement acidulée et moyennement sucrée. Elle a un agréable parfum et une peau assez épaisse sous réserve qu'on l'ait bien laissé mûrir suffisamment.

## Origine
Cultivar créé en 1951 par la station de recherche de Jork près de Hambourg en Allemagne, commercialisé pour la première fois en 1969.

## Parenté
Cultivar obtenu par croisement de « Pomme Cloche » (Weisser Winterglockenapfel) avec Richared Delicious .

## Pollinisation
- Diploïde autofertile[2].
- Groupe de floraison D

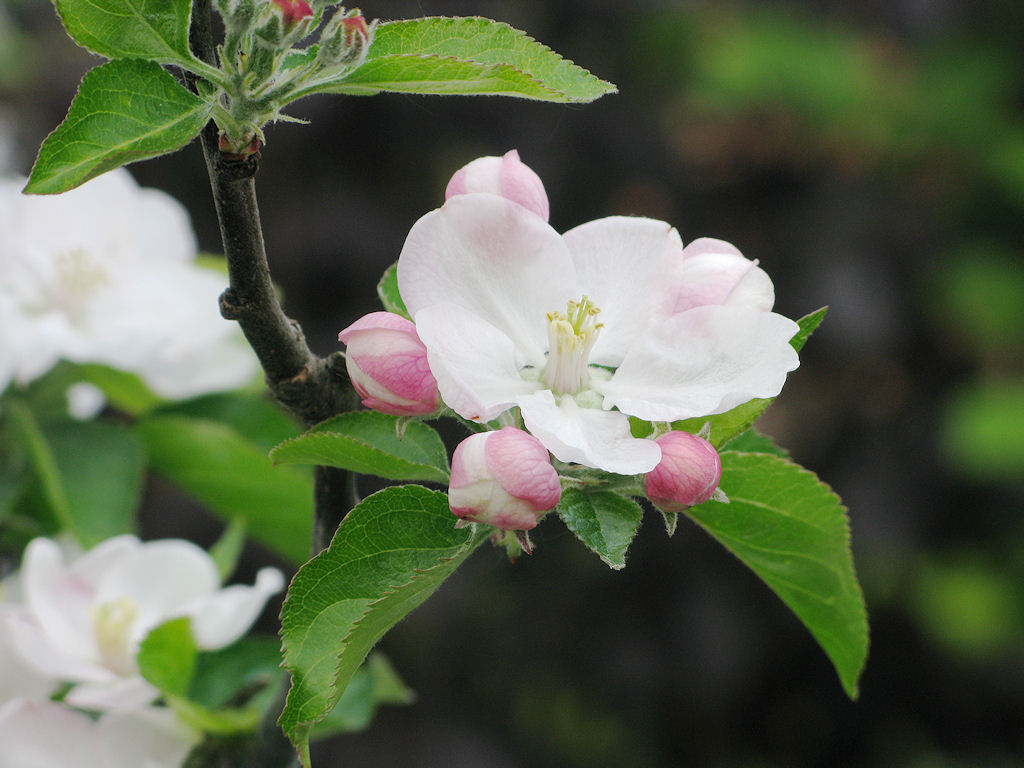
Fleurs décalées sur pommier Gloster

- Fleurit tardivement 5 à 6 jours après la Golden delicious.
- S-génotype : S4S19 [3].
- Pollinisateurs : Delbardivine®, Braeburn, Winston…
- Spécificité : les fleurs ne s'ouvrent pas toutes en même temps : la fleur centrale du bouquet s'ouvre la première, puis plus tard, les cinq fleurs autour d'elle. Pour la pollinisation croisée, ce cultivar à floraison tardive est intéressant car il fournit du pollen pendant une longue période.

## Culture
La variété Gloster est principalement cultivée en Allemagne, et en particulier dans les vergers du Altes Land où elle est née.
L'arbre de vigueur forte a un port dressé et apprécie un sol assez profond. Il est très fertile et fructifie rapidement.
Cette pomme est mature vers la mi-octobre et se conserve jusqu'en mars.
La variété est sensible au chancre nectrien (Nectria galligena), à la tavelure du pommier (Venturia inaequalis) et au carpocapse mais résiste bien à l'oïdium.